# Castillo de Bolingbroke
El castillo de Bolingbroke es un castillo que se encuentra en Bolingbroke (o Antiguo Bolingbroke (Old Bolingbroke)) en Lincolnshire.
Fue fundado por Ranulf, conde de Chester, en 1220, y en 1311 pasó a la Casa de Lancaster. Su propietario más famoso fue Juan de Gante. Quedó parcialmente destruido en 1643 durante la guerra civil inglesa y abandonado poco después. La gran estructura que quedaba se cayó en 1815 y hoy el castillo está en ruinas. La mayor parte del castillo se construyó en piedra verde de Spilsby, como la iglesia cercana. Originalmente, estaba rodeado de un foso.
El castillo fue excavado en los años 1960 y 1970 y hoy es monumento nacional. Lo mantuvo el English Heritage hasta 1995, cuando Heritage Lincolnshire se hizo la dueña. Gran parte de los muros inferiores aún visibles son los suelos de las torres. En verano, el castillo alberga numerosos eventos, incluyendo interpretaciones de obras de Shakespeare.
Acontecimientos que ocurrieron en este castillo:
- Nacimiento del rey Enrique IV de Inglaterra (3 de abril de 1367)
- Muerte de Blanca de Lancaster, esposa de Juan de Gante (1369)